# Torrellano-Íllice Club de Fútbol
El Torrellano Illice Elche Parque Empresarial Club de Fútbol, conocido como Torrellano-Íllice CF, fue un equipo de fútbol español con sede en Torrellano, Elche, en la Comunidad Valenciana. Fundado en 2009 y disuelto en 2011, disputaba partidos en casa en el Polideportivo Isabel Fernández, con capacidad para 2.000 espectadores.

## Historia
El Torrellano-Íllice fue fundado en 2009, después de la fusión entre el Torrellano CF y CD Illice.
En junio de 2011, después de dos temporadas en la Tercera División, la sede del club fue vendida al Huracán Valencia CF y se traslada a Valencia.

## Temporadas
| Temporada | Categoría | División | Puesto | Copa del Rey |
| --------- | --------- | -------- | ------ | ------------ |
| 2009/10   | 4         | 3.ª      | 10     |              |
| 2010/11   | 4         | 3.ª      | 9      |              |

- 2 temporadas en Tercera División de España

## Jugadores famosos
- François Obele (74 partidos / 56 goles)
- Sipo